# Семёновка (Камышинский район)
Семёновка (также Ретлинг нем. Röthling, Мимнем. Mihm) — село в Камышинском районе Волгоградской области, административный центр Семёновского сельского поселения. Основано как немецкая колония Ретлинг (нем. Röthling) в 1767 году.
Население — 1023 чел. (2010)

## Название
Немецкое название — Ретлинг (нем. Röthling). По указу от 26 февраля 1768 г. о наименованиях немецких колоний получила название Семёновка..

## История
Основано 24 июля 1767 года. Основатели — 43 семьи из Майнца, Пруссии, Фульды и Вестфалии. До 1917 года католическое село сначала Каменского колонистского округа, а после 1871 года Каменской волости; с 1895 года — Семёновской, а после её объединения с Иловлинской, Уметской волости Камышинского уезда Саратовской губернии. Село относилось к католическому приходу Семёновка. Деревянная церковь построена в 1855 году.
В 1857 году земли — 4100 десятин, в 1910 году — 13221 десятин. Имелись мельницы, маслобойня, производство колёс и фур, кузницы, ярмарки, кредитное товарищество. В 1890 году открыта земская школа. С момента основания колонии действовала церковно-приходская школа. В период с 1860 по 1880 год 91 семья выехала в Самарскую губернию, в 1861 году 130 человек выбыло в Кубанскую область, в 1868-69 годах 61 человек выехал в Иловлинскую волость, в 1876-78 23 человека эмигрировало в Америку, 1886—1887 годах в Америку выехало 52 семьи.
В голод 1921 года родился 151 человек, умерли — 626. В 1926 году — сельсовет, кооперативная лавка, сельскохозяйственное кредитное товарищество, действовали 2 артели, начальная школа, библиотека. В 1930-х организована МТС.
В сентябре 1941 года немецкое население было депортировано.

## География
Село находится в лесостепи, в пределах Приволжской возвышенности, являющейся частью Восточно-Европейской равнины, на правом берегу реки Семёновка (приток Иловли). Тёмно-каштановые почвы. Средняя высота над уровнем моря — 134 метров.
По автомобильным дорогам расстояние до районного центра города Камышин — 60 км, до областного центра города Волгоград — 250 км, до города Саратов — 150 км. Ближайший железнодорожный разъезд Семёновский железнодорожной ветки Саратов-Иловля Волгоградского региона Приволжской железной дороги расположен в 9 км к востоку от Семёновки в селе Усть-Грязнуха.
Климат
Климат умеренный континентальный (согласно классификации климатов Кёппена — Dfa). Многолетняя норма осадков — 406 мм. Наибольшее количество осадков выпадает в июле — 48 мм, наименьшее в марте — 23 мм. Среднегодовая температура положительная и составляет + 6,5 С, средняя температура самого холодного месяца января −10,1 С, самого жаркого месяца июля +22,3 С.
Часовой пояс
Семёновка, как и вся Волгоградская область, находится в часовой зоне МСК (московское время). Смещение применяемого времени относительно UTC составляет +3:00.

## Население
| 1767  | 1773  | 1788  | 1798  | 1816  | 1834  | 1850  |
| ----- | ----- | ----- | ----- | ----- | ----- | ----- |
| 144   | ↗232  | ↗308  | ↗407  | ↗765  | ↗1444 | ↗2398 |
| 1859  | 1865  | 1886  | 1897  | 1905  | 1911  | 1920  |
| ↗2984 | ↗3060 | ↗3349 | ↗3433 | ↗5743 | ↗6292 | ↘4862 |
| 1922  | 1923  | 1926  | 1931  | 2010  |       |       |
| ↘3276 | ↗3428 | ↗4120 | ↗4726 | ↘1023 |       |       |